# Falls of Kirkaig
Die Falls of Kirkaig (auch Kirkaig Falls) sind ein 18 Meter hoher Wasserfall in den schottischen Northwest Highlands in der Region Assynt. Sie liegen südöstlich von Lochinver im River Kirkaig und sind über einen etwa vier Kilometer langen Wanderweg von der kleinen Ansiedlung Inverkirkaig aus zu erreichen. An dieser Stelle fließt der dem weiter östlich liegenden Fionn Loch südlich des Suilven entspringende Fluss über eine aus vulkanischem Gestein gebildete Stufe in dem ansonsten aus Gneis des Lewisian bestehenden Flussbett. Aufgrund der Höhe stellen die Falls of Kirkaig für den Atlantischen Lachs ein unüberwindbares Hindernis dar, seine Laichplätze beschränken sich daher auf den Flusslauf unterhalb. 